# Stały kurs walutowy
Stały kurs walutowy – system kursu walutowego, w którym waluta jednego kraju jest powiązana w stałej relacji do waluty innego kraju (lub koszyka walut), i w którym bank centralny zobowiązuje się do wymiany walut zgodnie z przyjętym stałym kursem.
Odmianą stałego kursu walutowego jest kurs stały w przedziale wahań – w tym systemie bank centralny dopuszcza odchylenia kursu walut w stosunku do przyjętej relacji do walut obcych (lub koszyka walut) o określone widełki (przyjęte pasmo wahań).